# アーサーのターン・ワザリング冒険
『アーサーのターン・ワザリング冒険』（アーサーのターン・ワザリングぼうけん、中英語の原題：The Awntyrs off Arthure at the Terne Wathelyne, 現代英語表記：The Adventures of Arthur at Tarn Wadling）は、アーサー王物語のひとつ。中英語による頭韻法による詩物語であり、702行からなる。タイトルに「アーサー」と入っているが、実質的な主人公はアーサー王の甥ガウェイン卿である。この物語はカンバーランドにおいて14世紀後半から15世紀初期に作成されたと考えられており、当時はかなりの知名度があった。現在では4種類の写本がイングランドの各地に残っている。

## 韻の形式
詩は、13行からなるスタンザ（節）で構成されており、そのスタンザは基本的に、ababababcddcのリズムによる4行の頭韻文から構成される。頭韻法は中英語の詩においては非常によく使われる技法であり、全体の半分以上のものは3行でなく4行からなっていた。『アーサー王のターン・ワザリング冒険』の冒頭のスタンザは以下の通で、13行のスタンザが4行、4行、3行、2行の文章からなっている。

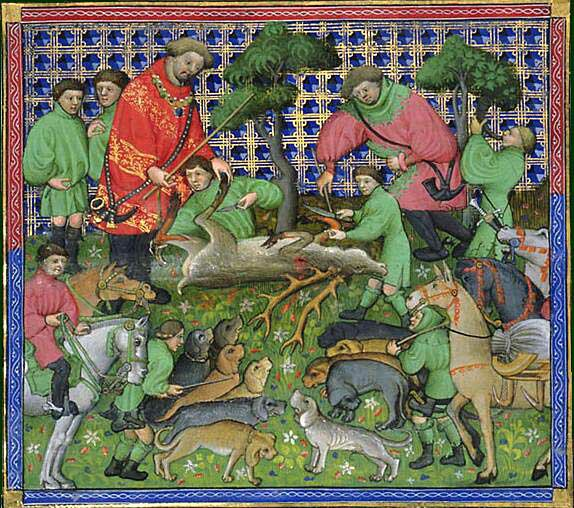
フランスの写本より、15世紀初期の鹿狩。物語はイングルウッドの森での鹿狩で始まる。

In the tyme of Arthur an aunter bytydde,
By the Turne Wathelan, as the boke telles,
Whan he to Carlele was comen, that conquerour kydde,
With dukes and dussiperes that with the dere dwelles.
To hunte at the herdes that longe had ben hydde,
On a day thei hem dight to the depe delles,
To fall of the femailes in forest were frydde,
Fayre by the fermesones in frithes and felles.
Thus to wode arn thei went, the wlonkest in wedes,
Bothe the Kyng and the Quene,
And al the doughti bydene.
Sir Gawayn, gayest on grene,
Dame Gaynour he ledes. (1-13)
このように、変則的な13行からなるスタンザで頭韻を踏む形式は、中英語の詩にはよく見られるものである。

## あらすじ
題名と内容が異なっているのが特徴的で、「アーサーの冒険」と銘打っているが、物語の焦点はガウェインにあてられている。物語はアーサー王たちが狩りに出かける場面から始まる。

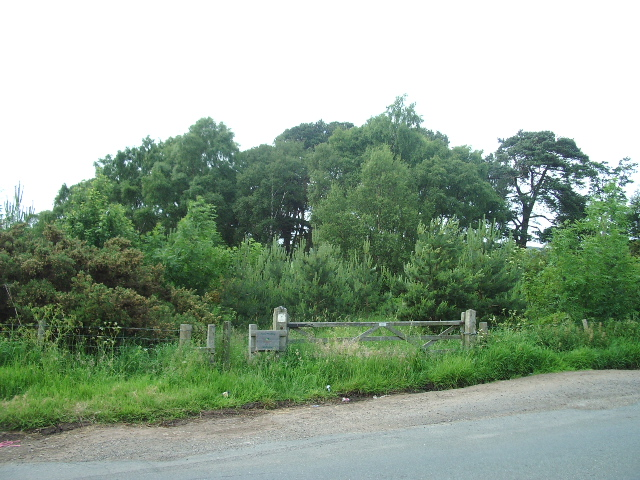
ターン・ワザリングの湖。作中での中英語表記ではTerne Wathelyne。この湖は、かつてはそこで生息する鯉により有名であったが、1850年代に大規模に干上がり、1940年代には消滅してしまった。

ターン・ワザリングの湖において、ガウェインとグィネヴィア（中英語の原表記：Gaynour）は恐ろしげな幽霊に遭遇する。その幽霊はグィネヴィアの母親であり、生前彼女が犯した不倫と傲慢の罪により罰を受けているというのである。ガウェインとグィネヴィアの質問に答える形で、幽霊はより倫理的に生きること、貧者には施しをすることなどを助言し、最終的に円卓の騎士がモードレッドによって破壊されることを予言する。最後に、幽霊は自身の魂のためにミサをすることを頼むのであった。このように、主人公が狩猟をしていると不意に暗転して幽霊に出会うというエピソードは、『The Three Dead Kings』などにも共通して見られる主題である。そして、このエピソードはグレゴリウス1世の有名な伝説に由来するとも考えられている 。
後半ではまた別の物語が展開される。ギャロウェイのガレロン卿という騎士がアーサー王とガウェインが不当に所持する領土について抗議し、名誉ある決闘での解決を求める。ガウェインは挑戦を受け、優勢に戦いを進め、ついにはもう一歩でガレロンを殺せるところに追い込んだ。しかし、ガレロンの恋人とグィネヴィアが慈悲を求めたことで、アーサー王は戦いを止めさせる。領土問題について円満な和解をすると、ガレロン卿は恋人と結婚し、円卓の騎士となる。最後のスタンザでは、グィネヴィアは母親の魂のためにミサの手配を行い、そして祝賀と苦痛から解放された魂を象徴する鐘の音が、ブリテン中に鳴り響くというハッピーエンドで終わっている。
このように、前半と後半に大きく分けられることから、前半と後半で別々に成立したものが合成されたのだと長年考えられていた。特に、後半の騎士道的なテーマは前半で語られた謙虚なメッセージを否定してしまうことが、根拠として挙げられた。文献を編集した中世研究科のラルフ・ハンナ（Ralph Hanna）は、前半の物語は後半部を作った人物より技術的に劣ると考えている。そして、その前半を作った者がガレロンの物語を加えることで詩を完成させたのではないかと考えている。 しかし、この詩のディプティクを比較したスピアリング（A. C. Spearing）は前半の主題が後半に反映されていると発表し、今日では一般的にこの物語は1人の人物が書きあげたものだと考えられている。

## 著者について

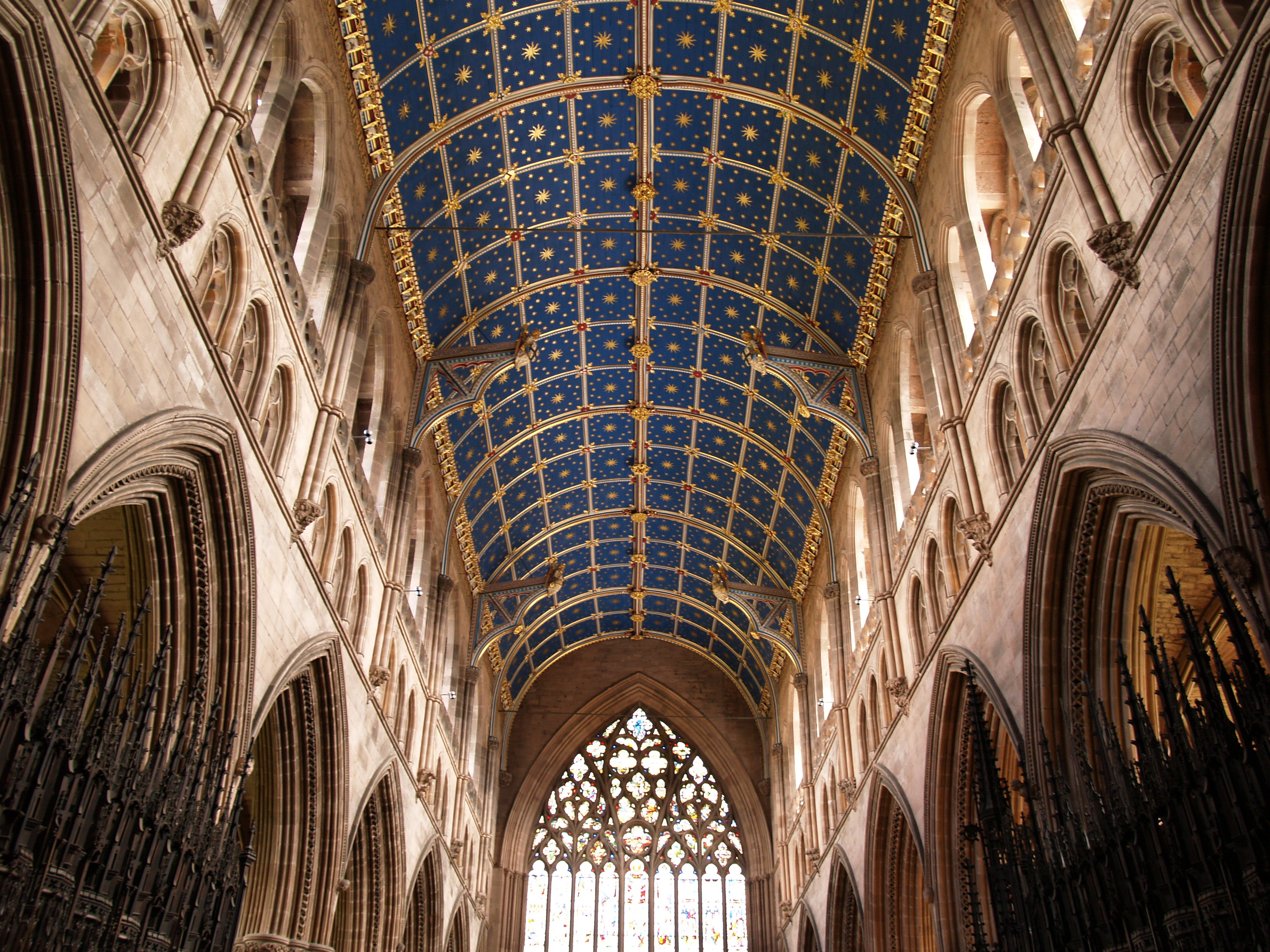
14世紀のカーライル大聖堂。かつては聖アウグスチノ修道会が使用していたt。この物語の作者が所属していたと思われる聖アウグスチノ修道会が使用していた。

この詩の作者については、完全に不明である。写本が色々な筆記の方言で書かれているが、その根底にはイングランド北西部の方言の痕跡が見られる。地理的に、ここにはアーサー王の宮廷があったとされるカーレオンがあり、またカンバーランドには詩に登場するターン・ワザリングやイングルウッドの森などが存在している。そのため、著者はこの周辺の人物で教育を受けた修道士ではないかと思われている。ここで、聖アウグスチノ修道会の人間はたびたび物語の製作に関与しており、またカーライルを拠点としており、ターン・ワザリングに漁業権も持っていた。そのため、著者は聖アウグスチノ修道院に所属していたのではないかと考えられる。
ロザモンド・アレン（Rosamund Allen）は、この詩のパトロンがジョーン・ボーフォートであったと主張している。というのも、1420年代半ばにドラマティックな娯楽であった結婚、あるいはまた重要な儀式である祝賀会で物語が構成されているからである。